# N-叔丁基色胺
N-叔丁基色胺（缩写NTBT）是一种色胺衍生物，化学式为C14H20N2，最早由亚历山大·舒尔金合成。